# Kleine spinnende watertor
De kleine spinnende watertor of kleine spinnende waterkever (Hydrochara caraboides) is een kever uit de familie van de spinnende waterkevers (Hydrophilidae). De soort werd lange bij het geslacht Hydrophilus ingedeeld.
De kever lijkt uiterlijk op de grote spinnende watertor (Hydrophilus piceus), maar is veel kleiner. De lichaamslengte is ongeveer 14 tot 18 millimeter; de larve wordt ongeveer 30 millimeter lang. De grote spinnende waterkever heeft een lengte van 34 tot 47 millimeter en de larve kan tot 70 mm lang worden. Een andere gelijkende soort is de 'gewone' spinnende watertor of oostelijke spinnende watertor (Hydrophilus aterrimus). Deze soort wordt 32 tot 43 millimeter lang en is dus eveneens veel groter.